# Johannes Junck

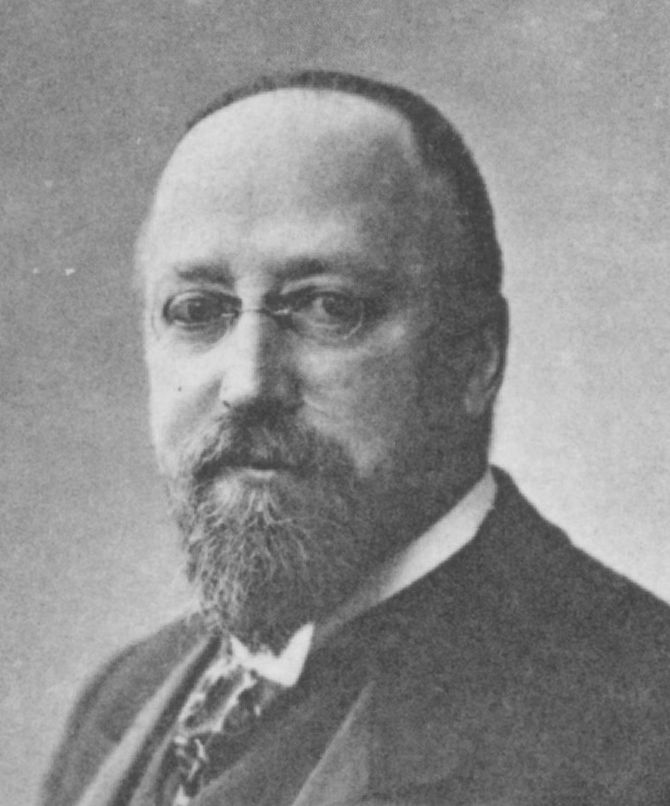
Johannes Junck als Reichstagsabgeordneter 1912

Moritz Johannes Junck (* 8. Oktober 1861 in Leipzig; † 27. April 1940 ebenda) war Jurist und Mitglied des Deutschen Reichstags.

## Leben

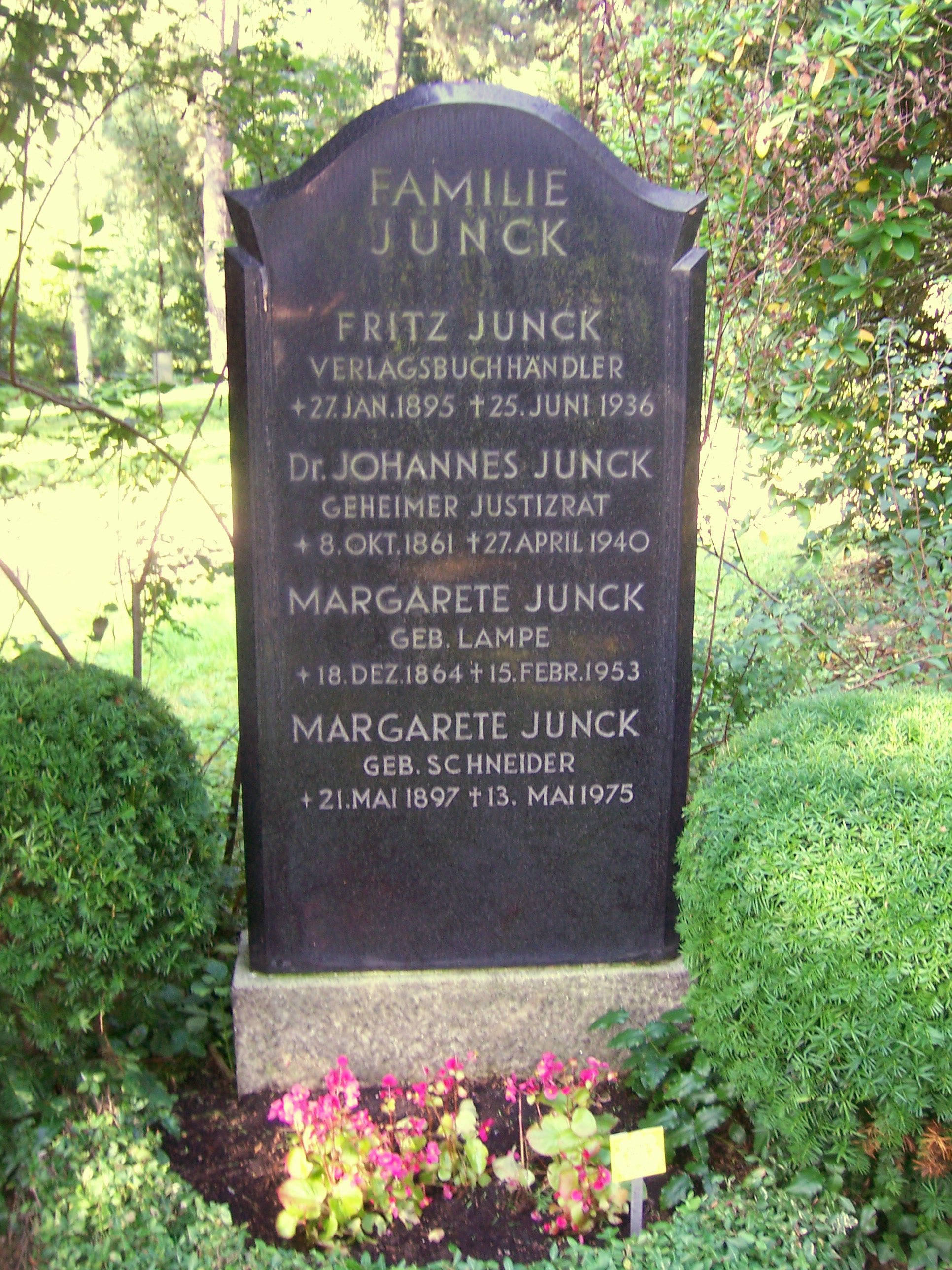
Grabstätte Johannes Junck und Angehörige auf dem Südfriedhof in Leipzig

Junck besuchte die 1. Bürgerschule, sodann das Nikolai-Gymnasium und die Universität Leipzig. Er war Referendar in Leipzig, Plauen und Dresden, seit 1889 Rechtsanwalt zugelassen beim Land- und Amtsgericht Leipzig und von 1899 bis 1939 beim Reichsgericht. Weiter war er Oberleutnant der Landwehr und seit 1. Januar 1896 für die Harmoniepartei Stadtverordneter in Leipzig, seit 27. September 1899 erster Vizevorsteher und vom 10. Juli 1901 bis Mitte 1907 Vorsteher des Stadtverordnetenkollegiums daselbst.
Von 1907 bis 1918 war er Mitglied des Deutschen Reichstags für den Wahlkreis Königreich Sachsen 12 Leipzig-Stadt, und die Nationalliberale Partei. Ab 1919 war er DDP-Mitglied.
Er wurde ausgezeichnet mit dem Königlich Sächsischen Albrechtsorden I. Klasse mit der Krone, dem Königlich Preußischen Roten Adlerorden III. Klasse und dem Königlich Preußischen Kronenorden III. Klasse.